# 2019년 아시아 야구 선수권 대회
2019년 아시아 야구 선수권 대회(중국어 정체: 2019年第二十九屆亞洲棒球錦標賽)는 2019년 10월 14일부터 10월 20일까지 중화민국의 타이중시와 더우류시에서 열린 국제 야구 대회이다. 2020년 하계 올림픽 개최국인 일본을 제외한 상위 두 팀인 중화 타이베이와 중국이 2020년 3월에 개최하는 2020년 하계 올림픽 야구 최종 예선에 참가할 수 있는 자격을 얻었다.

## 참가국
| 대회                           | 참가국                                                                | 참가 자격                                       | 진출국                          |
| ------------------------------ | --------------------------------------------------------------------- | ----------------------------------------------- | ------------------------------- |
| 2017년 아시아 야구 선수권 대회 | 일본 · 중화 타이베이 · 대한민국 · 필리핀 · 홍콩 · 파키스탄 · 스리랑카 | 상위 3팀                                        | 일본 · 중화 타이베이 · 대한민국 |
| 2018년 동아시아컵 야구 대회    | 필리핀 · 태국 · 홍콩 · 인도네시아 · 싱가포르                          | 상위 2팀                                        | 필리핀 · 홍콩                   |
| 2019년 서아시아컵 야구 대회    | 스리랑카 · 파키스탄 · 인도 · 이란 · 방글라데시 · 네팔                 | 상위 2팀                                        | 스리랑카 · 파키스탄             |
| 2018년 종료 기준 WBSC 랭킹     |                                                                       | 아시아 상위 1팀 (이미 진출 자격을 얻은 팀 제외) | 중화인민공화국                  |

1. ↑  본래 상위 4개 팀이 이번 대회에 진출하는 것으로 계획되어 있었다. 그러나 지난 대회에서 순위 논란 때문에 상위 4개 팀 중 4위였던 필리핀의 출전 자격이 소멸되었고, 하위 팀들이 진출 자격을 충원하지 않게 되었다.
2. ↑  원래 상위 1팀만 이번 대회에 출전 자격을 얻는 것이었으나 진출 자격이 한 팀 늘어나면서 동아시아컵 개최국인 홍콩이 추가로 진출 자격을 얻게 되었다.
3. ↑  2017년 아시아 야구 선수권 대회에서 필리핀의 진출 자격이 소멸됨에 따라 이를 충원하기 위해 WBSC 랭킹을 기준으로 진출 팀을 결정하였다.

## 개최 도시 및 경기장
중화민국 타이중에 소재한 경기장 두 곳과 더우류에 소재한 경기장 한 곳에서 경기를 개최한다.
| 타이중               | 타이중            | 더우류             |
| -------------------- | ----------------- | ------------------ |
| 타이중 저우지 야구장 | 타이중 야구장     | 더우류 야구장      |
| 수용인원: 20,000명   | 수용인원: 8,500명 | 수용인원: 15,000명 |
|                      |                   |                    |

## 조별 예선
|  | 슈퍼 라운드 진출       |
|  | 콘솔레이션 라운드 진출 |

조별 예선은 라운드 로빈 방식으로 진행한다. 즉 각 팀이 같은 조에 있는 다른 팀과 한 번씩 경기를 치르게 된다.

### A조
| 팀            | 승 | 패 | 승률  | 게임차 | 득점 | 실점 | 승자승 |
| ------------- | -- | -- | ----- | ------ | ---- | ---- | ------ |
| 일본          | 3  | 0  | 1.000 | —      | 32   | 0    |        |
| 중화 타이베이 | 2  | 1  | .667  | 1      | 34   | 4    |        |
| 홍콩          | 1  | 2  | .333  | 2      | 7    | 33   |        |
| 스리랑카      | 0  | 3  | .000  | 3      | 1    | 37   |        |

| 2019년 10월 14일 18:30 NST (UTC+8) | 홍콩   | 2 – 17 (F/5) | 중화 타이베이 | 타이중 저우지 야구장 |
| 2019년 10월 14일 18:30 NST (UTC+8) | 리포트 |              |               | 타이중 저우지 야구장 |

| 2019년 10월 15일 12:00 NST (UTC+8) | 스리랑카 | 1 – 5 | 홍콩 | 타이중 야구장 |
| 2019년 10월 15일 12:00 NST (UTC+8) | 리포트   |       |      | 타이중 야구장 |

| 2019년 10월 15일 18:30 NST (UTC+8) | 일본   | 2 – 0 | 중화 타이베이 | 더우류 야구장 |
| 2019년 10월 15일 18:30 NST (UTC+8) | 리포트 |       |               | 더우류 야구장 |

| 2019년 10월 16일 18:30 NST (UTC+8) | 중화 타이베이 | 17 – 0 (F/5) | 스리랑카 | 더우류 야구장 |
| 2019년 10월 16일 18:30 NST (UTC+8) | 리포트        |              |          | 더우류 야구장 |

| 2019년 10월 16일 18:30 NST (UTC+8) | 홍콩   | 0 – 15 (F/5) | 일본 | 타이중 야구장 |
| 2019년 10월 16일 18:30 NST (UTC+8) | 리포트 |              |      | 타이중 야구장 |

| 2019년 10월 17일 12:00 NST (UTC+8) | 스리랑카 | 0 – 15 (F/5) | 일본 | 타이중 야구장 |
| 2019년 10월 17일 12:00 NST (UTC+8) | 리포트   |              |      | 타이중 야구장 |

### B조
| 팀             | 승 | 패 | 승률 | 게임차 | 득점 | 실점 | 승자승 |
| -------------- | -- | -- | ---- | ------ | ---- | ---- | ------ |
| 중화인민공화국 | 2  | 1  | .667 | —      | 16   | 6    | 1–1    |
| 대한민국       | 2  | 1  | .667 | —      | 28   | 8    | 1–1    |
| 필리핀         | 2  | 1  | .667 | —      | 14   | 12   | 1–1    |
| 파키스탄       | 0  | 3  | .000 | 2      | 2    | 34   |        |

| 2019년 10월 14일 12:00 NST (UTC+8) | 대한민국 | 4 – 5 (F/10) | 중화인민공화국 | 타이중 저우지 야구장 |
| 2019년 10월 14일 12:00 NST (UTC+8) | 리포트   |              |                | 타이중 저우지 야구장 |

| 2019년 10월 14일 13:00 NST (UTC+8) | 필리핀 | 11 – 0 (F/7) | 파키스탄 | 타이중 야구장 |
| 2019년 10월 14일 13:00 NST (UTC+8) | 리포트 |              |          | 타이중 야구장 |

| 2019년 10월 15일 12:00 NST (UTC+8) | 파키스탄 | 1 – 12 (F/7) | 대한민국 | 더우류 야구장 |
| 2019년 10월 15일 12:00 NST (UTC+8) | 리포트   |              |          | 더우류 야구장 |

| 2019년 10월 15일 18:30 NST (UTC+8) | 중화인민공화국 | 0 – 1 | 필리핀 | 타이중 야구장 |
| 2019년 10월 15일 18:30 NST (UTC+8) | 리포트         |       |        | 타이중 야구장 |

| 2019년 10월 16일 12:00 NST (UTC+8) | 필리핀 | 2 – 12 (F/7) | 대한민국 | 더우류 야구장 |
| 2019년 10월 16일 12:00 NST (UTC+8) | 리포트 |              |          | 더우류 야구장 |

| 2019년 10월 16일 12:00 NST (UTC+8) | 파키스탄 | 1 – 11 (F/7) | 중화인민공화국 | 타이중 야구장 |
| 2019년 10월 16일 12:00 NST (UTC+8) | 리포트   |              |                | 타이중 야구장 |

## 슈퍼 라운드와 콘솔레이션 라운드

### 콘솔레이션 라운드
| 팀       | 승 | 패 | 승률 | 게임차 | 득점 | 실점 | 승자승 |
| -------- | -- | -- | ---- | ------ | ---- | ---- | ------ |
| 필리핀   | 4  | 1  | .800 | –      | 31   | 13   |        |
| 홍콩     | 2  | 3  | .400 | 2      | 24   | 50   |        |
| 스리랑카 | 1  | 4  | .200 | 3      | 12   | 45   |        |
| 파키스탄 | 0  | 5  | .000 | 4      | 10   | 61   |        |

| 2019년 10월 18일 12:00 NST (UTC+8) | 스리랑카 | 10 – 1 | 파키스탄 | 타이중 야구장 |
| 2019년 10월 18일 12:00 NST (UTC+8) | 리포트   |        |          | 타이중 야구장 |

| 2019년 10월 18일 18:30 NST (UTC+8) | 홍콩   | 0 – 10 | 필리핀 | 타이중 야구장 |
| 2019년 10월 18일 18:30 NST (UTC+8) | 리포트 |        |        | 타이중 야구장 |

| 2019년 10월 19일 12:00 NST (UTC+8) | 파키스탄 | 7 – 17 (F/7) | 홍콩 | 타이중 야구장 |
| 2019년 10월 19일 12:00 NST (UTC+8) | 리포트   |              |      | 타이중 야구장 |

| 2019년 10월 19일 18:30 NST (UTC+8) | 홍콩   | 1 – 7 | 필리핀 | 타이중 야구장 |
| 2019년 10월 19일 18:30 NST (UTC+8) | 리포트 |       |        | 타이중 야구장 |

### 슈퍼 라운드
|  | 결승전 진출     |
|  | 3위 결정전 진출 |

| 팀             | 승 | 패 | 승률  | 게임차 | 득점 | 실점 | 승자승 |
| -------------- | -- | -- | ----- | ------ | ---- | ---- | ------ |
| 일본           | 5  | 0  | 1.000 | –      | 54   | 4    |        |
| 중화 타이베이  | 4  | 1  | .800  | 1      | 51   | 7    |        |
| 중화인민공화국 | 2  | 3  | .400  | 3      | 19   | 27   | 1–1    |
| 대한민국       | 2  | 3  | .400  | 3      | 32   | 26   | 1–1    |

| 2019년 10월 18일 12:00 NST (UTC+8) | 중화인민공화국 | 1 – 11 | 일본 | 타이중 저우지 야구장 |
| 2019년 10월 18일 12:00 NST (UTC+8) | 리포트         |        |      | 타이중 저우지 야구장 |

| 2019년 10월 18일 18:30 NST (UTC+8) | 대한민국 | 1 – 7 | 중화 타이베이 | 타이중 저우지 야구장 |
| 2019년 10월 18일 18:30 NST (UTC+8) | 리포트   |       |               | 타이중 저우지 야구장 |

| 2019년 10월 19일 12:00 NST (UTC+8) | 대한민국 | 3 – 11 | 일본 | 타이중 저우지 야구장 |
| 2019년 10월 19일 12:00 NST (UTC+8) | 리포트   |        |      | 타이중 저우지 야구장 |

| 2019년 10월 19일 18:30 NST (UTC+8) | 중화 타이베이 | 10 – 2 | 중화인민공화국 | 타이중 저우지 야구장 |
| 2019년 10월 19일 18:30 NST (UTC+8) | 리포트        |        |                | 타이중 저우지 야구장 |

### 3위 결정전
| 2019년 10월 20일 12:00 NST (UTC+8) | 대한민국 | 6 – 8 | 중화인민공화국 | 타이중 저우지 야구장 |
| 2019년 10월 20일 12:00 NST (UTC+8) |          |       |                | 타이중 저우지 야구장 |

### 결승전
| 2019년 10월 20일 18:30 NST (UTC+8) | 중화 타이베이 | 5 – 4 | 일본 | 타이중 저우지 야구장 |
| 2019년 10월 20일 18:30 NST (UTC+8) |               |       |      | 타이중 저우지 야구장 |

### 최종 순위
|  | 올림픽 최종 예선 진출                   |
|  | 2020년 하계 올림픽 개최국으로 자동 진출 |

| 순위 | 팀             |
| ---- | -------------- |
| 1    | 중화 타이베이  |
| 2    | 일본           |
| 3    | 중화인민공화국 |
| 4    | 대한민국       |
| 5    | 필리핀         |
| 6    | 홍콩           |
| 7    | 스리랑카       |
| 8    | 파키스탄       |

| 2019년 아시아 야구 선수권 대회 |
| ------------------------------ |
| 중화 타이베이 5번째 우승       |